# Meredith Happold
Meredith „Meri“ Happold (geborene Stanley; * Oktober 1945 in Ivanhoe, Victoria, Australien) ist eine australische Mammalogin.

## Leben
Happold wurde als Tochter von Gordon Stanley in Ivanhoe, einem Vorort von Melbourne, im australischen Bundesstaat Victoria geboren, wo sie die ersten acht Jahre ihres Lebens verbrachte. Ihr Wunsch, Zoologin zu werden, wurde durch einen Onkel geweckt, der als Zoologe beim Victorian Fisheries and Game Department tätig war. 1953 kauften ihre Eltern ein Stück Farmland in der Nähe von Heathmont östlich von Melbourne, wo sie Weihnachten 1954 ein eigenes Haus, das den Namen Willow Hill erhielt, bezogen. Ab dem Alter von neun Jahren besuchte Meredith Stanley die Heathmont Primary School, eine Buschschule. Anschließend absolvierte sie sechs Jahre lang die Ringwood High School. 1964 schrieb sie sich für ein Zoologie- und Physiologiestudium an der Monash University in Melbourne ein, wo sie 1967 den Bachelor of Science und im Folgejahr einen Bachelor of Science mit Auszeichnung (BSc hon.) erlangte. Mit einem Commonwealth-Stipendium wechselte sie anschließend auf die La Trobe University, wo sie Springbeutelmäuse in Gefangenschaft studierte, von denen jedoch viele Exemplare an einer Krankheit starben. Was als Ph.D.-Projekt begann, endete schließlich in einem einzigen Aufsatz, der 1972 in der Zeitschrift Australian Mammalogy unter dem Titel Maternal and juvenile behaviour in the marsupial jerboa Antechinomys spenceri (Dasyuridae) veröffentlicht wurde. Happold entschied sich an die Monash University zurückzukehren und die überlebenden Tiere mitzunehmen. Sie startete ein neues Ph.D.-Projekt, über das sie 1973 mit der Dissertation The social behaviour of conilurine rodents über die Evolution und adaptive Bedeutung des Sozialverhaltens bei zehn endemischen Nagetieren aus sehr unterschiedlichen australischen Lebensräumen promoviert wurde. Im Oktober desselben Jahres heiratete sie den britischen Zoologen David Happold, den sie 1967 kennengelernt hatte. Aus dieser Ehe gingen eine Tochter (* 1973) und ein Sohn (* 1974) hervor. Anschließend lebte die Familie bis 1976 in Nigeria. In dieser Zeit forschten die Happolds über die Flughunde Westnigerias, über die sie 1978 die dreiteilige Artikelreihe Fruit bats of western Nigeria in der Publikation The Nigerian Field veröffentlichten. 
1977 wurde Happold Gastdozentin an der Australian National University, wo sie neben ihrer Forschungstätigkeit auch Human- und Wirbeltierbiologie, Tierverhalten und Humanökologie lehrte. Seit 1982 widmet sie sich der Erforschung der afrikanischen Fledermausfauna (vor allem in Malawi). Sie veröffentlichte auch einige Studien über afrikanische Nagetiere. Happold verfasste, häufig in Zusammenarbeit mit ihrem Mann, über 35 Arbeiten, davon 19 über Fledermäuse sowie deren Verbreitung, Zoogeographie, Fortpflanzung und Fortpflanzungsstrategien, Sozialverhalten, Form und Funktion der Nieren, Taxonomie und Parasiten. Außerdem erforschte sie die Echoortung, die Flügelmorphologie und den Flug, das Verhalten bei der Nahrungssuche und die Gemeinschaftsstrukturen von Fledermäusen in Malawi.
1987 war sie Co-Autorin des Werks Mammals of Nigeria von David Happold. 2013 war sie Co-Autorin sowie Mitherausgeberin der Bände 1 und 4 von Jonathan Kingdons Standardwerk Mammals of Africa. 2005 erstbeschrieb sie das Kock-Mausohr (Myotis dieteri) aus der Republik Kongo, das sie nach Dieter Kock vom Senckenberg Naturmuseum benannte. 
2021 erschien ihre Autobiographie Journey among Animals: The animal stories and memoirs of a zoologist.

## Dedikationsnamen
2019 wurden Meredith und David Happold im Artepitheton der Happold-Zwergfledermaus (Nycticeinops happoldorum) aus Guinea und Liberia geehrt.